# Zenobia (Disney)
Zenobia  è un personaggio immaginario dei fumetti Disney ideato dal disegnatore e sceneggiatore Romano Scarpa.
Compare per la prima volta nel 1983, nella storia Topolino e la regina d'Africa, come Zenobia II, sovrana di uno staterello africano, che tenta, con metodi disonesti, di fare di Pippo il suo consorte. Successivamente, abbandonato il trono, ricompare nel 1984 nella storia Topolino e le rane saltatrici, dove viene rapita da Gambadilegno, Trudy e Plottigat, i quali vogliono sapere dove si trovi il regno africano e i suoi tesori. Una terza storia si ha l'anno successivo, il 1985, Topolino dietro il sipario: qui Zenobia è attrice, ed è coinvolta nel ritrovamento di una commedia inedita di Shakespeare, L'indomabile bisbetica.
In tutte e tre le storie si dipana un rapporto sentimentale tra Zenobia e Pippo, articolato attraverso diverse modulazioni e non poche ambiguità. Inizialmente invaghita lei stessa di Pippo, nelle storie successive sembra progressivamente mostrare nient'altro che una forte simpatia.
Zenobia appare brevemente in quelle che Scarpa definisce strip stories: Topolino e l'enigma di Brigaboom (1989) e Topolino e gli uomini vespa (1991). Nella seconda in particolare, i personaggi osservano come Zenobia sia riuscita a far diventare Pippo "più posato", meno incline a seguire Topolino in ogni sua avventura (infatti in queste due storie il partner fisso di Topolino è Bruto).
Zenobia abbandona il gruppo nel 1992 in Ciao Minnotchka: nel finale della storia si stabilisce a Parigi per aiutare l'ex re di Selvanja, Ilja Topòvich, nella gestione del suo albergo, senza tanti rimpianti da parte di Pippo né di Zenobia stessa.
Da allora non è mai più apparsa in nessuna storia, anche se Scarpa aveva dichiarato che prima o poi l'avrebbe fatta tornare a Topolinia. Tuttavia Zenobia compare ancora una volta, seppur fugacemente, nella storia "Il teatro Alambrah presenta: Miseria e Nobiltà", pubblicata su Topolino 1955: la si vede entrare in platea insieme agli altri spettatori. Alla fine dello spettacolo, Pippo trova in camerino un suo mazzo di fiori.
Nell'ottobre 2013 il personaggio è stato ripreso da Enrico Faccini ed utilizzato per l'avventura a fumetti Topolino e il mistero di Borgospettro, una storia in costume ambientata in Svizzera nel XIX secolo

## Apparizioni
| Anno | Storia                                | Scrittore      | Matite / Disegno | Inchiostratore                   |
| ---- | ------------------------------------- | -------------- | --- | -------------------------------- |
| 1983 | Topolino e la Regina d'Africa         | Romano Scarpa  | Romano Scarpa | Sandro Del Conte                 |
| 1984 | Topolino e le rane saltatrici         | Romano Scarpa  | Romano Scarpa | Sandro Del Conte                 |
| 1985 | Topolino dietro il sipario            | Romano Scarpa  | Romano Scarpa | Sandro Del Conte                 |
| 1989 | Topolino e l'enigma di Brigaboom      | Romano Scarpa  | Romano Scarpa | Lucio Michieli Maurizio Amendola |
| 1991 | Topolino e gli uomini vespa           | Romano Scarpa  | Romano Scarpa | Lucio Michieli                   |
| 1992 | Topolino in: Ciao Minnotchka          | Romano Scarpa  | Romano Scarpa | Lucio Michieli                   |
| 1993 | 60 anni insieme con Topolino          | Luca Boschi    | Alberto Lavoradori Alessandro Perina Andrea Ferraris Andrea Freccero Claudio Panarese Fabio Celoni Lucio Leoni Paolo Mottura Silvio Camboni Stefano Mirone | N.D.                             |
| 2012 | Pippo on line - Vacanze solitarie     | Giorgio Salati | Stefano Intini | N.D.                             |
| 2013 | Topolino e il mistero di Borgospettro | Enrico Faccini | Enrico Faccini | N.D.                             |